# حمام اصفهانی
حمام اصفهانی مربوط به دوره قاجار است و در ساری، خیابان جمهوری، کوچه بازارنرگسیه واقع شده و این اثر در تاریخ ۵ تیر ۱۳۸۴ با شمارهٔ ثبت ۱۱۹۴۷ به‌عنوان یکی از آثار ملی ایران به ثبت رسیده است.